# НХЛ у сезоні 1956—1957
НХЛ у сезоні 1956/1957 — 40-й регулярний чемпіонат НХЛ. Сезон стартував 11 жовтня 1956. Закінчився фінальним матчем Кубка Стенлі 16 квітня 1957 між Монреаль Канадієнс та Бостон Брюїнс перемогою «Канадієнс» 5:1 в матчі та 4:1 в серії. Це дев'ята перемога в Кубку Стенлі Монреаля.

## Матч усіх зірок НХЛ
10-й матч усіх зірок НХЛ пройшов 9 жовтня 1956 року в Монреалі: Монреаль Канадієнс — Усі Зірки 1:1 (0:0, 1:1, 0:0).

## Підсумкова турнірна таблиця
| # | Команда            | І  | В  | П  | Н  | ШЗ  | ШП  | Очки |
| - | ------------------ | -- | -- | -- | -- | --- | --- | ---- |
| 1 | Детройт Ред-Вінгс  | 70 | 38 | 20 | 12 | 198 | 157 | 88   |
| 2 | Монреаль Канадієнс | 70 | 35 | 23 | 12 | 210 | 155 | 82   |
| 3 | Бостон Брюїнс      | 70 | 34 | 24 | 12 | 195 | 174 | 80   |
| 4 | Нью-Йорк Рейнджерс | 70 | 26 | 30 | 14 | 184 | 227 | 66   |
| 5 | Торонто Мейпл-Ліфс | 70 | 21 | 34 | 15 | 174 | 192 | 57   |
| 6 | Чикаго Блек Гокс   | 70 | 16 | 39 | 15 | 169 | 225 | 37   |

## Найкращі бомбардири
| Гравець         | Команда            | І  | Г  | П  | О  | ШХ  |
| --------------- | ------------------ | -- | -- | -- | -- | --- |
| Горді Хоу       | Детройт Ред-Вінгс  | 70 | 44 | 45 | 89 | 72  |
| Тед Ліндсей     | Детройт Ред-Вінгс  | 70 | 30 | 55 | 85 | 103 |
| Жан Беліво      | Монреаль Канадієнс | 69 | 33 | 51 | 84 | 105 |
| Енді Бетгейт    | Нью-Йорк Рейнджерс | 70 | 27 | 50 | 77 | 60  |
| Ед Літценбергер | Чикаго Блек Гокс   | 70 | 32 | 32 | 64 | 48  |

## Плей-оф

### Півфінали
| - 26 березня. Бостон - Детройт 3:1 - 28 березня. Бостон - Детройт 2:7 - 31 березня. Детройт - Бостон 3:4 - 2 квітня. Детройт - Бостон 1:2 - 4 квітня. Бостон - Детройт 4:3 Серія: Бостон - Детройт 4-1 | - 26 березня. Монреаль - Нью-Йорк Рейнджерс 4:1 - 28 березня. Монреаль - Нью-Йорк Рейнджерс 3:4 - 30 березня. Нью-Йорк Рейнджерс - Монреаль 3:8 - 2 квітня. Нью-Йорк Рейнджерс - Монреаль 1:3 - 4 квітня. Нью-Йорк Рейнджерс - Монреаль 3:4 Серія: Монреаль - Нью-Йорк Рейнджерс 4-1 |

### Фінал
- 6 квітня. Бостон - Монреаль 1:5
- 9 квітня. Бостон - Монреаль 0:1
- 11 квітня. Монреаль - Бостон 4:2
- 14 квітня. Монреаль - Бостон 0:2
- 16 квітня. Бостон - Монреаль 1:5

Серія: Монреаль - Бостон 4-1

## Призи та нагороди сезону
| Нагороди                 | Гравець      | Команда            |
| ------------------------ | ------------ | ------------------ |
| Пам'ятний трофей Колдера | Ларрі Ріган  | Бостон Брюїнс      |
| Трофей Арта Росса        | Горді Хоу    | Детройт Ред-Вінгс  |
| Пам'ятний трофей Гарта   | Горді Хоу    | Детройт Ред-Вінгс  |
| Приз Джеймса Норріса     | Дуг Гарві    | Монреаль Канадієнс |
| Приз Леді Бінг           | Енді Ебентон | Нью-Йорк Рейнджерс |
| Трофей Везини            | Жак Плант    | Монреаль Канадієнс |

| Нагорода               | Клуб               |
| ---------------------- | ------------------ |
| Приз принца Уельського | Детройт Ред-Вінгс  |
| Кубок Стенлі           | Монреаль Канадієнс |

## Команда всіх зірок
| Перша команда                  | Позиція              | Друга команда                     |
| ------------------------------ | -------------------- | --------------------------------- |
| Гленн Голл, Чикаго Блекгокс    | Воротар              | Жак Плант, Монреаль Канадієнс     |
| Дуг Гарві, Монреаль Канадієнс  | Захисник             | Ферні Флемен, Бостон Брюїнс       |
| Ред Келлі, Детройт Ред-Вінгс   | Захисник             | Білл Гедсбі, Нью-Йорк Рейнджерс   |
| Жан Беліво, Монреаль Канадієнс | Центральний нападник | Ед Літценбергер, Чикаго Блек Гокс |
| Горді Хоу, Детройт Ред-Вінгс   | Правий нападник      | Моріс Рішар, Монреаль Канадієнс   |
| Тед Ліндсей, Детройт Ред-Вінгс | Лівий нападник       | Реал Чеврефільс, Бостон Брюїнс    |